# Portbou
Portbou je obec v severovýchodním cípu Katalánska a Španělska. Leží v malé a skalnaté zátoce na pobřeží Lvího zálivu v místě, kudy po Pyrenejském míru (1659) probíhá státní hranice s Francií. Administrativně spadá pod comarku Alt Empordà (španělsky Alto Ampurdán) provincieGirona. Žije zde přibližně 1 100 obyvatel.
V místě byla dlouho jen rybářská vesnice, v roce 1872 zde však byla zbudována trať spojující Barcelonu s Francií a zřízena mohutná železniční stanice zaujímající většinu zastavěné plochy obce, kde dodnes (2011) končí např. spoj z Paříže. V meziválečné době počet obyvatel překročil 3000, poté postupně klesal.
V roce 1940 zde v hotelu Francia zahynul filosof Walter Benjamin na svém zmařeném úprku z Evropy. Na okraji obce stojí katolický hřbitov s jeho hrobem a památník se sochou od Dani Karavana.